# 短冠草
短冠草（学名：Sopubia trifida）为玄参科短冠草属下的一个种。